# Tobias Artmeier
Tobias Artmeier (* 7. Oktober 1984 in Straubing) ist ein deutscher Eishockeyspieler (Stürmer), der seit 2010 beim Sechstligisten EHC Regensburg unter Vertrag steht.

## Karriere
Artmeier durchlief die komplette Nachwuchsabteilung der Straubing Tigers und wechselte dann zur Saison 2000/01 zum EV Landshut in die DNL, wo er auch die Saison 2001/02 verbrachte.
Nach seiner Zeit in der DNL wechselte er zurück zu seinem Heimatverein, den Straubing Tigers, in die 2. Bundesliga und stand bis zur Saison 2003/04 bei Straubing unter Vertrag und wechselte nach der Saison zu den Bietigheim Steelers und gab noch im gleichen Jahr sein DEL-Debüt für die Hamburg Freezers.
Zur Saison 2006/07 wechselte Artmeier erneut zu den Straubing Tigers, diesmal aber in die DEL, kam aber aufgrund eines Rippenbruches nur zu 10 Einsätzen und wurde per Förderlizenz beim EHC München in der 2. Bundesliga eingesetzt, zu dem er zu Beginn der Saison 2007/08 wechselte.
Während seiner Zeit in München lief Artmeier mit der Rückennummer 84 auf und war mit einer Förderlizenz für den ERC Ingolstadt ausgestattet. Nach nur einem Jahr verließ Artmeier den EHC München und wechselte zum EV Dingolfing in die Bayernliga. Nach einjähriger Auszeit vom Eishockey, spielte er in der Saison 2010/11 beim Sechstligisten EHC Regensburg.
2012/13 schloss er sich dem Landesligisten Red Dragons Regen an.

## Statistiken
(Legende zur Spielerstatistik: Sp oder GP = absolvierte Spiele; T oder G = erzielte Tore; V oder A = erzielte Assists; Pkt oder Pts = erzielte Scorerpunkte; SM oder PIM = erhaltene Strafminuten; +/− = Plus/Minus-Bilanz; PP = erzielte Überzahltore; SH = erzielte Unterzahltore; GW = erzielte Siegtore; 1 Play-downs/Relegation; Kursiv: Statistik nicht vollständig)